# Karłubiec
Karłubiec (niem. Karlubitz, w latach 1939–1945 niem. Karlshorst, śl. Karlubiec) – dawna wieś, obecnie dzielnica Gogolina, położona w województwie opolskim, w powiecie krapkowickim, w gminie Gogolin, w południowo-środkowej Polsce. 
Od 1945 w Polsce, gdzie ustanowił gromadę w gminie Otmęt w powiecie strzeleckim w woj. śląskim, od 1950 w woj. opolskim. W związku z reformą administracyjną kraju jesienią 1954 wszedł w skład nowo utworzonej gromady Gogolin, która 1 stycznia 1956 weszła w skład nowo utworzonego powiatu krapkowickiego w tymże województwie. 1 stycznia 1958 gromadę Gogolin zniesiono w związku z nadaniem jej statusu osiedla, przez co Karłubiec stał się integralną częścią Gogolina. 1 stycznia 1967 osiedle Gogolin otrzymało status miasta, przez co Karłubiec stał się obszarem miejskim.
W latach 1984–1987 został tu wybudowany, z inicjatywy otmęckiego proboszcza ks. Franciszka Duszy, kościół pw. św. Anny i św. Joachima.